# Альдо Задріма
Альдо Задріма (алб. Aldo Zadrima; нар.. 15 січня 1948 року, Тирана) — албанський шахіст, майстер спорту.
Учасник п'яти шахових олімпіад (1980, 1982, 1984, 1994, 2002) у складі збірної Албанії, також був другим запасним на шаховій олімпіаді 1972 року. Чемпіон Албанії 1994 року.

## Біографія і кар'єра
Альдо Задріма народився 15 січня 1948 року в Тирані. Виступав на міжнародній арені з 1972 по 2003 роки. Максимального рейтингу (2270 очок) досяг у січні 1995 року. У жовтні 2015 року його рейтинг був 2255 очок.

## Основні результати
| Рік  | Місце             | Турнір          | + | = | − | Результат | Місце |
| ---- | ----------------- | --------------- | - | - | - | --------- | ----- |
| 1980 | Валлетта, Мальта  | 24-та Олімпіада | 2 | 1 | 3 | 2 з 6     |       |
| 1982 | Люцерн, Швейцарія | 25-та Олімпіада | 0 | 2 | 3 | 1 з 5     |       |
| 1984 | Салоніки, Греція  | 26-та Олімпіада | 4 | 7 | 1 | 7½ з 12   | 18    |
| 1994 | Москва, Росія     | 31-ша Олімпіада | 5 | 1 | 6 | З 12 5?   | 85    |
| 2002 | Блед, Словенія    | 35-та Олімпіада | 1 | 0 | 4 | 1 з 5     |       |